# Cézium-nitrát
A cézium-nitrát szervetlen vegyület, a salétromsav céziumsója, képlete CsNO3. Pirotechnikai eszközökben mint oxidáló- és színezőszert használják. Két spektrumvonala van: 852,113 nm és 894,347 nm.
A cézium-nitrát prizmát használják infravörös spektroszkópiában, röntgensugaraknál, szcintillációs számlálókban, optikai üvegekben és lencsékben.
Mint más alkálifém nitrátok, a cézium-nitrát is bomlik enyhe melegítés hatására:
2CsNO3 → 2CsNO2 + O2
A cézium két szokatlan nitrátot is képez: CsNO3·HNO3 és CsNO3·2HNO3. Olvadáspontjuk rendre 100°C és 36–38°C.

## Fordítás
Ez a szócikk részben vagy egészben  a   Caesium nitrate című angol Wikipédia-szócikk ezen változatának fordításán alapul.  Az eredeti cikk szerkesztőit annak laptörténete sorolja fel. Ez a jelzés csupán a megfogalmazás eredetét és a szerzői jogokat jelzi, nem szolgál a cikkben szereplő információk forrásmegjelöléseként.